# Лёгкая атлетика на летней Спартакиаде народов СССР 1983
Соревнования по лёгкой атлетике на VIII летней Спартакиаде народов СССР проходили с 18 по 22 июня 1983 года в Москве на Центральном стадионе имени В. И. Ленина. По традиции, на состязаниях одновременно разыгрывались медали чемпионата СССР по лёгкой атлетике. Как и на предыдущей Спартакиаде, к участию были допущены иностранные легкоатлеты: всего на старт вышло более 1500 спортсменов из 32 стран мира. На протяжении пяти дней были разыграны 39 комплектов медалей. Победители чемпионата и Спартакиады народов СССР в марафонском беге определились ранее, 14 мая, также в Москве.
Первые три дня соревнований прошли при солнечной и тёплой погоде, однако затем в Москве произошло резкое похолодание. Дисциплины последних двух дней прошли в дождь, холод и сильный ветер; температура воздуха держалась в районе +10 градусов, а финал мужского прыжка с шестом закончился поздно вечером при +5 градусах тепла. Такие переменчивые условия оказали влияние на уровень результатов в различных видах.
На турнире были установлены 2 мировых рекорда, 3 рекорда СССР и 161 рекорд союзных республик. Автором первого мирового достижения стала Рамона Нойберт из ГДР. Она в четвёртый раз в карьере улучшила мировой рекорд в семиборье, набрав 6836 очков.
В секторе для метания молота Сергей Литвинов стал первым легкоатлетом в истории, отправившим снаряд за 84 метра — 84,14 м. Предыдущий мировой рекорд (83,98 м) также принадлежал ему и был установлен годом ранее. Результат за 80 метров показал серебряный призёр Игорь Никулин. Двукратный олимпийский чемпион Юрий Седых остался на четвёртом месте.
Менее чем за месяц до начала Спартакиады Юрий Думчев и Галина Савинкова установили мировые рекорды в метании диска (71,86 м и 73,26 м соответственно). Однако в Москве им пришлось довольствоваться только серебряными медалями. Думчев в холодную погоду проиграл Георгию Колноотченко, а Савинкова уступила своей основной сопернице на внутренней арене Галине Мурашовой.
В борьбе Валерия Середы и Алексея Демьянюка появился новый рекорд Советского Союза в прыжке в высоту. Оба спортсмена взяли высоту 2,30 м, после чего пропустили 2,32 м. С планкой на 2,35 м справился только Середа (на 50 см выше собственного роста) и, таким образом, установил национальный рекорд. В надежде стать первым Демьянюк перенёс свои попытки на 2,37 м (высота мирового рекорда), но ни он, ни его оппонент не смогли совершить успешные прыжки.
Ещё одно всесоюзное достижение было улучшено в тройном прыжке, где за победу боролись Василий Грищенков и Александр Бескровный. Лучшей стала вторая попытка Грищенкова, в которой он показал 17,55 м — на 11 см лучше прежнего рекорда страны, принадлежавшего трёхкратному олимпийскому чемпиону Виктору Санееву. Бескровный в своём пятом прыжке был близок к чемпиону, но всё же уступил 2 см — 17,53 м (тоже дальше прежнего рекорда).
Григорий Дегтярёв установил новый рекорд СССР в десятиборье — 8538 очков.
Пятый результат в истории страны оказался у Светланы Зориной в прыжке в длину среди женщин. После серии из трёх попыток в район 6,70-6,72 м она смогла значительно добавить в своём пятом прыжке (7,04 м) и выйти в безоговорочные лидеры.
Высокий уровень результатов был показан в мужском финале бега на 400 метров: впервые в одном забеге сразу семь советских легкоатлетов преодолели 46-секундный рубеж. Победителем здесь стал двукратный олимпийский чемпион 1980 года Виктор Маркин (45,44).
Женщины в беге на средние и длинные дистанции в очередной раз продемонстрировали высокий уровень мастерства. Так, в беге на 800 метров в предварительных забегах 30 спортсменок выбежали из 2 минут 4 секунд, 8 из них в полуфиналах разменяли 2 минуты.
В течение 1983 года в различных городах были проведены также чемпионаты СССР в отдельных дисциплинах лёгкой атлетики:
- 26 февраля — чемпионат СССР по кроссу (Кисловодск)
- 26—27 февраля — зимний чемпионат СССР по метаниям (Адлер)
- 28 февраля — зимний чемпионат СССР по спортивной ходьбе (Кисловодск)
- 7 мая — чемпионат СССР по кроссу (Таллин)
- 7 сентября — чемпионат СССР по бегу на 10 000 метров среди женщин (Одесса)

## Командное первенство
| Место | Команда             |
| ----- | ------------------- |
| 1     | РСФСР               |
| 2     | Украинская ССР      |
| 3     | Москва              |
| 4     | Ленинград           |
| 5     | Белорусская ССР     |
| 6     | Казахская ССР       |
| 7     | Узбекская ССР       |
| 8     | Литовская ССР       |
| 9     | Латвийская ССР      |
| 10    | Молдавская ССР      |
| 11    | Таджикская ССР      |
| 12    | Эстонская ССР       |
| 13    | Киргизская ССР      |
| 14    | Азербайджанская ССР |
| 15    | Армянская ССР       |
| 16    | Грузинская ССР      |
| 17    | Туркменская ССР     |

## Призёры
Курсивом выделены участники, выступавшие за эстафетные команды только в предварительных забегах

### Мужчины
| Дисциплина                                         | Золото                                                                                        | Золото             | Серебро                                                                                  | Серебро            | Бронза                                                                                                | Бронза             |
| -------------------------------------------------- | --------------------------------------------------------------------------------------------- | ------------------ | ---------------------------------------------------------------------------------------- | ------------------ | --- | ------------------ |
| 100 м Спартакиада                                  | Инносент Эгбунике Нигерия                                                                     | 10,26              | Андрей Шляпников Москва                                                                  | 10,32              | Михаил Залуцкий РСФСР Иркутск                                                                         | 10,36              |
| 100 м Чемпионат СССР                               | Андрей Шляпников Москва                                                                       | 10,32              | Михаил Залуцкий РСФСР Иркутск                                                            | 10,36              | Пётр Воробьёв Узбекская ССР Ташкент                                                                   | 10,38              |
| 200 м Спартакиада                                  | Владимир Муравьёв Казахская ССР Караганда                                                     | 20,79              | Инносент Эгбунике Нигерия                                                                | 20,98              | Сергей Соколов Украинская ССР Киев                                                                    | 21,03              |
| 200 м Чемпионат СССР                               | Владимир Муравьёв Казахская ССР Караганда                                                     | 20,79              | Сергей Соколов Украинская ССР Киев                                                       | 21,03              | Юрий Науменко Ленинград                                                                               | 21,17              |
| 400 м                                              | Виктор Маркин РСФСР Новосибирск                                                               | 45,44              | Александр Трощило Белорусская ССР Минск                                                  | 45,66              | Сергей Ловачёв Узбекская ССР Ташкент                                                                  | 45,71              |
| 800 м                                              | Виктор Калинкин РСФСР Пенза                                                                   | 1.45,72            | Фанир Вахитов РСФСР Челябинск                                                            | 1.46,34            | Игорь Лоторёв РСФСР Курск                                                                             | 1.46,37            |
| 1500 м                                             | Николай Киров Белорусская ССР Гомель                                                          | 3.41,04            | Павел Яковлев РСФСР Улан-Удэ                                                             | 3.41,06            | Владимир Малоземлин РСФСР Тольятти                                                                    | 3.41,60            |
| 5000 м Спартакиада                                 | Дмитрий Дмитриев Ленинград                                                                    | 13.26,32           | Валерий Абрамов РСФСР Московская область                                                 | 13.26,68           | Сеюм Негату Эфиопия                                                                                   | 13.32,98           |
| 5000 м Чемпионат СССР                              | Дмитрий Дмитриев Ленинград                                                                    | 13.26,32           | Валерий Абрамов РСФСР Московская область                                                 | 13.26,68           | Анатолий Крохмалюк Украинская ССР Винница                                                             | 13.33,02           |
| 10 000 м Спартакиада                               | Гирма Берхану Эфиопия                                                                         | 28.16,60           | Тоомас Турб Эстонская ССР Таллин                                                         | 28.21,27           | Виктор Чумаков Белорусская ССР Минск                                                                  | 28.23,34           |
| 10 000 м Чемпионат СССР                            | Тоомас Турб Эстонская ССР Таллин                                                              | 28.21,27           | Виктор Чумаков Белорусская ССР Минск                                                     | 28.23,34           | Валерий Сапон Ленинград                                                                               | 28.24,28           |
| 3000 м с препятствиями                             | Сергей Епишин РСФСР Московская область                                                        | 8.29,86            | Борис Прус Украинская ССР Киев                                                           | 8.32,09            | Александр Загоруйко Украинская ССР Винница                                                            | 8.34,15            |
| 110 м с барьерами (ветер: +0,6 м/с) Спартакиада    | Андрей Прокофьев РСФСР Свердловск                                                             | 13,71              | Хольгер Поланд ГДР                                                                       | 13,79              | Анатолий Титов Москва                                                                                 | 13,84              |
| 110 м с барьерами (ветер: +0,6 м/с) Чемпионат СССР | Андрей Прокофьев РСФСР Свердловск                                                             | 13,71              | Анатолий Титов Москва                                                                    | 13,84              | Георгий Шабанов РСФСР Псков                                                                           | 13,85              |
| 400 м с барьерами                                  | Александр Харлов Узбекская ССР Ташкент                                                        | 48,78              | Сергей Мельников Украинская ССР Донецк                                                   | 49,35              | Дмитрий Шкарупин Казахская ССР Караганда                                                              | 49,47              |
| Прыжок в высоту                                    | Валерий Середа Ленинград                                                                      | 2,35 м             | Алексей Демьянюк Украинская ССР Львов                                                    | 2,30 м             | Игорь Паклин Киргизская ССР Фрунзе                                                                    | 2,28 м             |
| Прыжок с шестом                                    | Владимир Поляков Москва                                                                       | 5,60 м             | Александр Парнов Узбекская ССР Ташкент                                                   | 5,60 м             | Владимир Шульгин Казахская ССР Алма-Ата                                                               | 5,60 м             |
| Прыжок в длину                                     | Оганес Степанян Армянская ССР Ленинакан                                                       | 8,06 м             | Роберт Эммиян Армянская ССР Ленинакан                                                    | 8,01 м (+0,3 м/с)  | Владимир Цепелёв Литовская ССР Вильнюс                                                                | 8,01 м (+0,9 м/с)  |
| Тройной прыжок                                     | Василий Грищенков Ленинград                                                                   | 17,55 м (+0,3 м/с) | Александр Бескровный Москва                                                              | 17,53 м (+1,0 м/с) | Григорий Емец Украинская ССР Кривой Рог                                                               | 17,27 м (+0,7 м/с) |
| Толкание ядра                                      | Янис Боярс Латвийская ССР Лимбажи                                                             | 20,62 м            | Сергей Смирнов Ленинград                                                                 | 20,56 м            | Евгений Миронов Ленинград                                                                             | 20,49 м            |
| Метание диска                                      | Георгий Колноотченко Белорусская ССР Минск                                                    | 65,42 м            | Юрий Думчев Москва                                                                       | 64,80 м            | Игорь Дугинец Украинская ССР Одесса                                                                   | 62,78 м            |
| Метание молота                                     | Сергей Литвинов РСФСР Ростов-на-Дону                                                          | 84,14 м            | Игорь Никулин Ленинград                                                                  | 81,16 м            | Анатолий Чюжас Белорусская ССР Минск                                                                  | 78,92 м            |
| Метание копья                                      | Дайнис Кула Латвийская ССР Вентспилс                                                          | 84,98 м            | Янис Зирнис Латвийская ССР Бауска                                                        | 83,40 м            | Владимир Коновалов Ленинград                                                                          | 82,94 м            |
| Десятиборье*                                       | Григорий Дегтярёв РСФСР Киров                                                                 | 8538 очков (8580)  | Константин Ахапкин Москва                                                                | 8418 очков (8431)  | Александр Невский Украинская ССР Киев                                                                 | 8412 очков (8420)  |
| Ходьба на 20 км                                    | Николай Винниченко Украинская ССР Харьков                                                     | 1:22.33            | Анатолий Горшков Украинская ССР Киев                                                     | 1:22.34            | Евгений Евсюков РСФСР Сочи                                                                            | 1:22.41            |
| Ходьба на 50 км                                    | Сергей Юнг РСФСР Владимир                                                                     | 3:57.15            | Николай Удовенко Украинская ССР Киев                                                     | 3:59.18            | Иван Тихонов РСФСР Сочи                                                                               | 4:00.09            |
| Эстафета 4×100 м                                   | РСФСР · Михаил Залуцкий · Иван Бабенко · Андрей Прокофьев · Анатолий Литвинов · Виктор Хрищук | 39,01              | Москва Андрей Шляпников Вадим Давыдов Николай Сидоров Александр Семёнов Юрий Пискунов    | 39,35              | Украинская ССР · Владимир Лосев · Александр Надуда · Сергей Соколов · Андрей Федорив · Виктор Брызгин | 39,40              |
| Эстафета 4×400 м                                   | РСФСР · Виктор Маркин · Владимир Просин · Евгений Ломтев · Юрий Козлов                        | 3.03,78            | Москва Максим Марченко Василий Поликашин Сергей Прищепо Николай Чернецкий Валерий Вихров | 3.04,10            | Ленинград Александр Минаков Владимир Хромов Александр Багаев Сергей Куцебо                            | 3.04,65            |

* Для определения победителя в соревнованиях многоборцев использовалась старая система начисления очков. Пересчёт с использованием современных таблиц перевода результатов в баллы приведён в скобках.

### Женщины
| Дисциплина                                         | Золото                                                                                      | Золото            | Серебро                                                                                                  | Серебро           | Бронза                                                                                      | Бронза            |
| -------------------------------------------------- | ------------------------------------------------------------------------------------------- | ----------------- | --- | ----------------- | ------------------------------------------------------------------------------------------- | ----------------- |
| 100 м Спартакиада                                  | Надежда Георгиева Болгария                                                                  | 11,29             | не вручалась                                                                                             |                   | Марина Романова РСФСР Новосибирск                                                           | 11,54             |
| 100 м Спартакиада                                  | Ольга Антонова РСФСР Иркутск                                                                | 11,29             | не вручалась                                                                                             |                   | Марина Романова РСФСР Новосибирск                                                           | 11,54             |
| 100 м Чемпионат СССР                               | Ольга Антонова РСФСР Иркутск                                                                | 11,29             | Марина Романова РСФСР Новосибирск                                                                        | 11,54             | Татьяна Вилисова Узбекская ССР Ташкент                                                      | 11,59             |
| 200 м                                              | Ирина Ольховникова Украинская ССР Запорожье                                                 | 23,12             | Елена Петрова РСФСР Свердловск                                                                           | 23,23             | Елена Виноградова РСФСР Новосибирск                                                         | 23,50             |
| 400 м                                              | Мария Пинигина Украинская ССР Киев                                                          | 50,06             | Ирина Баскакова Ленинград                                                                                | 50,19             | Ольга Владыкина Украинская ССР Ворошиловград                                                | 50,48             |
| 800 м                                              | Ирина Подъяловская Москва                                                                   | 1.58,66           | Любовь Гурина РСФСР Киров                                                                                | 1.59,13           | Светлана Китова Москва                                                                      | 1.59,19           |
| 1500 м                                             | Замира Зайцева Узбекская ССР Андижан                                                        | 4.02,61           | Равиля Аглетдинова Белорусская ССР Минск                                                                 | 4.03,35           | Екатерина Подкопаева РСФСР Московская область                                               | 4.04,28           |
| 3000 м                                             | Наталья Артёмова Ленинград                                                                  | 8.55,57           | Жанна Турсунова Москва                                                                                   | 8.56,16           | Светлана Гуськова Молдавская ССР Тирасполь                                                  | 8.56,63           |
| 100 м с барьерами (ветер: −1,0 м/с) Спартакиада    | Йорданка Донкова Болгария                                                                   | 12,66             | Корнелия Рифшталь ГДР                                                                                    | 12,72             | Елена Бисерова Ленинград                                                                    | 12,87             |
| 100 м с барьерами (ветер: −1,0 м/с) Чемпионат СССР | Елена Бисерова Ленинград                                                                    | 12,87             | Надежда Коршунова Украинская ССР Харьков                                                                 | 12,99             | Светлана Гусарова Казахская ССР Алма-Ата                                                    | 13,04             |
| 400 м с барьерами                                  | Анна Амбразене Литовская ССР Вильнюс                                                        | 54,78             | Екатерина Фесенко РСФСР Краснодар                                                                        | 55,01             | Маргарита Навицкайте Литовская ССР Вильнюс                                                  | 55,64             |
| Прыжок в высоту                                    | Тамара Быкова РСФСР Ростов-на-Дону                                                          | 1,97 м            | Людмила Бутузова Узбекская ССР Чирчик                                                                    | 1,91 м            | Марина Серкова Москва                                                                       | 1,91 м            |
| Прыжок в длину                                     | Светлана Зорина РСФСР Волгоград                                                             | 7,04 м (+2,0 м/с) | Наталья Алёшина Ленинград                                                                                | 6,84 м (−0,6 м/с) | Татьяна Проскурякова РСФСР Краснодар                                                        | 6,82 м            |
| Толкание ядра Спартакиада                          | Наталья Лисовская Москва                                                                    | 20,57 м           | Кордула Шульце ГДР                                                                                       | 20,10 м           | Нуну Абашидзе Украинская ССР Одесса                                                         | 19,91 м           |
| Толкание ядра Чемпионат СССР                       | Наталья Лисовская Москва                                                                    | 20,57 м           | Нуну Абашидзе Украинская ССР Одесса                                                                      | 19,91 м           | Наталья Ахрименко Ленинград                                                                 | 19,89 м           |
| Метание диска                                      | Галина Мурашова Литовская ССР Вильнюс                                                       | 67,82 м           | Галина Савинкова РСФСР Московская область                                                                | 65,06 м           | Любовь Уракова РСФСР Волгоград                                                              | 64,42 м           |
| Метание копья                                      | Леолита Блодниеце Латвийская ССР Рига                                                       | 64,62 м           | Саида Гунба Грузинская ССР Пицунда                                                                       | 61,48 м           | Светлана Пестрецова Москва                                                                  | 60,40 м           |
| Семиборье* Спартакиада                             | Рамона Нойберт ГДР                                                                          | 6836 очков (6935) | Наталья Шубенкова РСФСР Барнаул                                                                          | 6499 очков (6501) | Екатерина Смирнова РСФСР Рыбинск                                                            | 6493 очка (6536)  |
| Семиборье* Чемпионат СССР                          | Наталья Шубенкова РСФСР Барнаул                                                             | 6499 очков (6501) | Екатерина Смирнова РСФСР Рыбинск                                                                         | 6493 очка (6536)  | Мила Колядина Москва                                                                        | 6485 очков (6541) |
| Эстафета 4×100 м                                   | РСФСР · Ольга Антонова · Людмила Чернова · Марина Романова · Марина Бабенко · Елена Петрова | 43,45             | Украинская ССР · Антонина Стратегопуло · Виктория Рождественская · Ирина Ольховникова · Любовь Сокольчук | 43,63             | Узбекская ССР · Марина Шмонина · Вера Оленченко · Эльвира Барбашина · Татьяна Вилисова      | 43,82             |
| Эстафета 4×400 м                                   | Украинская ССР · Ирина Ольховникова · Людмила Джигалова · Ольга Владыкина · Мария Пинигина  | 3.25,34           | РСФСР · Татьяна Литвинова · Елена Корбан · Людмила Чернова · Марина Иванова                              | 3.25,37           | Литовская ССР · Маргарита Навицкайте · Тереза Валюлене · Алдона Мендзорите · Анна Амбразене | 3.27,54           |

* Для определения победителя в соревнованиях многоборок использовалась старая система начисления очков. Пересчёт с использованием современных таблиц перевода результатов в баллы приведён в скобках.

## Чемпионат СССР по марафону в программе Спартакиады
Чемпионы Спартакиады народов СССР по марафонскому бегу определились 14 мая в Москве на олимпийской трассе. На старт вышли 58 бегунов, четверо из них представляли Румынию и Польшу. Соревнования прошли в жаркую и солнечную погоду. Евгений Окороков, бежавший только второй марафон в своей жизни, с самого старта возглавил мужской забег. Долгое время преследователям не удавалось сократить почти трёхминутное преимущество лидера (на 25 км оно составляло 2 минуты 50 секунд). Однако сил на финишный отрезок у молодого бегуна из Томска почти не осталось: после 35-го км соперники опередили его; на финише Окороков занял 12-е место. Чемпионом страны впервые в карьере стал Юрий Плешков с результатом 2:15.22. Забег у женщин проходил в невысоком темпе, а ожидаемую победу одержала двукратная чемпионка страны Зоя Иванова — никто из бегуний не смог поддержать её ускорение за полтора километра до финиша.

### Мужчины
| Дисциплина | Золото                     | Золото  | Серебро                            | Серебро | Бронза                                   | Бронза  |
| ---------- | -------------------------- | ------- | ---------------------------------- | ------- | ---------------------------------------- | ------- |
| Марафон    | Юрий Плешков РСФСР Иваново | 2:15.22 | Виктор Семёнов Украинская ССР Киев | 2:15.34 | Владимир Клименко Таджикская ССР Душанбе | 2:15.55 |

### Женщины
| Дисциплина | Золото                             | Золото  | Серебро                              | Серебро | Бронза                                 | Бронза  |
| ---------- | ---------------------------------- | ------- | ------------------------------------ | ------- | -------------------------------------- | ------- |
| Марафон    | Зоя Иванова Казахская ССР Алма-Ата | 2:36.31 | Раиса Смехнова Белорусская ССР Минск | 2:36.53 | Люция Беляева РСФСР Московская область | 2:37.03 |

## Чемпионат СССР по кроссу
Чемпионат СССР по кроссу 1983 года состоялся 26 февраля в Кисловодске, РСФСР.

### Мужчины
| Дисциплина  | Золото                                  | Золото  | Серебро                           | Серебро | Бронза                                   | Бронза  |
| ----------- | --------------------------------------- | ------- | --------------------------------- | ------- | ---------------------------------------- | ------- |
| Кросс 6 км  | Юрий Барбашов РСФСР Тамбов              | 16.23,9 | Ринат Алтынгужин РСФСР Челябинск  | 16.28,3 | Иван Коновалов РСФСР Иркутск             | 16.30,4 |
| Кросс 10 км | Виктор Чумаков Белорусская ССР Минск    | 31.26,4 | Равиль Кашапов РСФСР Брежнев      | 31.27,1 | Владимир Поповский Белорусская ССР Минск | 31.28,6 |
| Кросс 14 км | Александр Антипов Литовская ССР Вильнюс | 42.59,9 | Николай Григорьев РСФСР Чебоксары | 43.16,0 | Сергей Руденко Киргизская ССР Фрунзе     | 43.23,4 |

### Женщины
| Дисциплина | Золото                                   | Золото  | Серебро                                  | Серебро | Бронза                               | Бронза  |
| ---------- | ---------------------------------------- | ------- | ---------------------------------------- | ------- | ------------------------------------ | ------- |
| Кросс 3 км | Светлана Ульмасова Узбекская ССР Андижан | 9.00,3  | Альбина Мефодьева РСФСР Чебоксары        | 9.05,3  | Людмила Матвеева РСФСР Уфа           | 9.11,0  |
| Кросс 6 км | Татьяна Позднякова РСФСР Улан-Удэ        | 17.54,2 | Ольга Бондаренко-Кренцер РСФСР Волгоград | 18.00,3 | Алла Либутина Таджикская ССР Душанбе | 18.03,2 |

## Зимний чемпионат СССР по метаниям
Зимний чемпионат СССР по метаниям прошёл 26—27 февраля в Адлере на стадионах «Трудовые резервы» и «Труд».

### Мужчины
| Дисциплина     | Золото                               | Золото  | Серебро                              | Серебро | Бронза                                 | Бронза  |
| -------------- | ------------------------------------ | ------- | ------------------------------------ | ------- | -------------------------------------- | ------- |
| Метание диска  | Юрий Думчев Москва                   | 68,62 м | Игорь Дугинец Украинская ССР Одесса  | 63,60 м | Александр Нажимов РСФСР Челябинск      | 62,42 м |
| Метание молота | Сергей Литвинов РСФСР Ростов-на-Дону | 81,28 м | Юрий Тарасюк Белорусская ССР Минск   | 78,60 м | Анатолий Ефимов Ленинград              | 78,04 м |
| Метание копья  | Хейно Пуусте Эстонская ССР Таллин    | 87,56 м | Дайнис Кула Латвийская ССР Вентспилс | 86,50 м | Василий Ершов Украинская ССР Запорожье | 79,92 м |

### Женщины
| Дисциплина    | Золото                                    | Золото  | Серебро                                 | Серебро | Бронза                                  | Бронза  |
| ------------- | ----------------------------------------- | ------- | --------------------------------------- | ------- | --------------------------------------- | ------- |
| Метание диска | Галина Савинкова РСФСР Московская область | 63,10 м | Любовь Уракова РСФСР Волгоград          | 62,24 м | Надежда Кугаевских РСФСР Омск           | 60,58 м |
| Метание копья | Ольга Чистякова РСФСР Куйбышев            | 62,14 м | Зинаида Гаврилина Украинская ССР Донецк | 60,00 м | Тересе Некрошайте Литовская ССР Вильнюс | 59,98 м |

## Зимний чемпионат СССР по спортивной ходьбе
Зимний чемпионат СССР по спортивной ходьбе прошёл 28 февраля 1983 года в Кисловодске, РСФСР.

### Мужчины
| Дисциплина      | Золото                                 | Золото  | Серебро                          | Серебро | Бронза                                 | Бронза  |
| --------------- | -------------------------------------- | ------- | -------------------------------- | ------- | -------------------------------------- | ------- |
| Ходьба на 10 км | Николай Матвеев Вооружённые Силы Минск | 39.39,8 | Андрей Перлов Динамо Новосибирск | 39.40,8 | Сергей Процышин Вооружённые Силы Львов | 39.42,7 |

### Женщины
| Дисциплина     | Золото                                   | Золото  | Серебро                         | Серебро | Бронза                           | Бронза  |
| -------------- | ---------------------------------------- | ------- | ------------------------------- | ------- | -------------------------------- | ------- |
| Ходьба на 5 км | Наталья Шарыпова Буревестник Новосибирск | 23.07,4 | Роза Ундерова Спартак Чебоксары | 23.07,4 | Регина Балковская Спартак Гродно | 23.09,4 |

## Чемпионат СССР по кроссу
7 мая 1983 года в финале XXII Всесоюзного кросса на призы газеты «Правда» были разыграны медали чемпионата СССР на дистанциях 12 км у мужчин и 2 км у женщин. Соревнования прошли в Таллине в парке «Пирита».

### Мужчины
| Дисциплина  | Золото                            | Золото  | Серебро              | Серебро | Бронза                  | Бронза  |
| ----------- | --------------------------------- | ------- | -------------------- | ------- | ----------------------- | ------- |
| Кросс 12 км | Николай Григорьев РСФСР Чебоксары | 36.12,5 | Юрий Михайлов Москва | 36.20,4 | Валерий Сапон Ленинград | 36.31,8 |

### Женщины
| Дисциплина | Золото                                    | Золото | Серебро                                   | Серебро | Бронза                                     | Бронза |
| ---------- | ----------------------------------------- | ------ | ----------------------------------------- | ------- | ------------------------------------------ | ------ |
| Кросс 2 км | Татьяна Хамитова Украинская ССР Запорожье | 5.55,5 | Тамара Коба Украинская ССР Днепропетровск | 5.55,8  | Лаймуте Байкаускайте Литовская ССР Вильнюс | 5.57,1 |

## Чемпионат СССР по бегу на 10 000 метров среди женщин
Победители чемпионата страны в беге на 10 000 метров среди женщин определились 7 сентября в Одессе на стадионе Черноморского морского пароходства в рамках финала Кубка СССР. Раиса Садрейдинова установила новый мировой рекорд — 31.27,57. Предыдущее достижение она улучшила на 7,5 секунд.

### Женщины
| Дисциплина | Золото                             | Золото   | Серебро                                  | Серебро  | Бронза                            | Бронза   |
| ---------- | ---------------------------------- | -------- | ---------------------------------------- | -------- | --------------------------------- | -------- |
| 10 000 м   | Раиса Садрейдинова РСФСР Ульяновск | 31.27,57 | Ольга Бондаренко-Кренцер РСФСР Волгоград | 31.38,64 | Татьяна Позднякова РСФСР Улан-Удэ | 31.48,94 |